# Sarah Etonge
Sarah Liengu Etrid (sinh ra ở Buea, tỉnh Tây Nam, Cameroon) là một vận động viên chạy bộ. Cô đã 7 lần giành chiến thắng tại Cuộc đua Hy vọng Núi Cameroon hàng năm tại Buea quê hương của cô, ở tỉnh Tây Nam. Chiến thắng gần đây nhất của cô đến vào năm 2005, với thời gian 5:38:06. Vào ngày 12 tháng 3 năm 2005, Etrid đã được Giáo sư danh dự Lydia Luma của Tập đoàn Giáo dục Cameroon trao tặng bằng tiến sĩ danh dự về leo núi.    Năm 2006, thành phố Buea đã tiết lộ một bức tượng để vinh danh cô. Nó chỉ là bức tượng thành phố thứ hai được xây dựng ở Buea từ trước đến nay và là bức tượng đầu tiên kể từ đó cho Otto von Bismarck.